# Luperosaurus yasumai
Luperosaurus yasumai là một loài thằn lằn trong họ Gekkonidae. Loài này được Ota, Sengoku & Hikida miêu tả khoa học đầu tiên năm 1996.
Loài này là đặc hữu tỉnh Đông Kalimantan ở phía đông đảo Borneo thuộc Indonesia. Mẫu vật gốc thu được từ rừng thực nghiệm Bukit Soeharto, 45 km tây tây nam Samarinda.
Tính từ định danh yasumai là để vinh danh Shigeki Yasuma, một tác giả người Nhật Bản "đã có đóng góp lớn vào sự tiến bộ trong nghiên cứu và bảo tồn sinh vật hoang dã ở Kalimantan", với các cuốn sách như Mammals of Bukit Sohearto Protection Forest (1990); An Invitation to the Mammals of East Kalimantan (1994); An Invitation to the Mammals of Brunei Darussalam (1997); Mammals of Sabah: Field Guide and Identification (1999); Mammals of Sabah: Habitat and ecology (1999); Identification Keys of the Mammals of Borneo: Insectivora, Scandentia, Rodenta and Chiroptera (2003); Mammals of Crocker Range (2003); Pocket Guide the Bornean Mammals: Chiroptera Part-1 (Pteropodidae, Emballonuridae, Megadermatidae, Nycteridae, Rhinolophidae and Hipposideridae) (2005).